# Europese weg 85
De Europese weg 85 of E85 is een weg die van noord naar zuid van de Oostzee naar de Egeïsche Zee loopt, van Litouwen via Wit-Rusland, Oekraïne, Roemenië en Bulgarije naar Griekenland.
De weg loopt door belangrijke steden: Klaipėda - Kaunas - Vilnius - Lida - Slonim - Kobrin - Kovel - Loetsk - Doebno - Ternopil - Tsjernivtsi - Siret - Suceava - Roman - Urziceni - Boekarest - Giurgiu - Roese - Byala - Veliko Tarnovo - Stara Zagora - Chaskovo - Svilengrad - Ormenio - Kastanies - Didymoteicho - Alexandroupolis.

## Nationale wegnummers
De E85 loopt over de volgende nationale wegnummers:
| Nummer      | Tracé                      |
| Litouwen    | Litouwen                   |
| ----------- | -------------------------- |
| A1          | Klaipėda - Vilnius         |
| A4          | in Vilnius                 |
| A3          | Ringweg Vilnius            |
| A15         | Vilnius - Wit-Rusland      |
| Wit-Rusland |                            |
| M11         | Litouwen - Damanava        |
| M1          | Damanava - Kobrin          |
| M12         | Kobrin - Oekraïne          |
| Oekraïne    |                            |
| M19         | Wit-Rusland - Roemenië     |
| Roemenië    |                            |
| 2           | Oekraïne - Boekarest       |
| 5           | Boekarest - Bulgarije      |
| Bulgarije   |                            |
| 5           | Roemenië - Chaskovo        |
| 8           | Chaskovo - Svilengrad      |
| 80          | Svilengrad - Griekenland   |
| Griekenland |                            |
| 51          | Bulgarije - Vrysoula       |
| A2          | Vrysoula - Alexandroupolis |